# Caroline, No
Singles de The Beach Boys
Barbara Ann
(décembre 1965) Sloop John B
(mars 1966)
Pistes de Pet Sounds
Pet Sounds
Caroline, No est une chanson des Beach Boys écrite par Brian Wilson et Tony Asher. Elle figure sur l'album Pet Sounds, sorti en 1966.

## Enregistrement
L'enregistrement de Caroline, No se déroule le 31 janvier 1966 aux studios United Western Recorders de Hollywood. Cette session est produite par Brian Wilson, avec Chuck Britz comme ingénieur du son. Les musiciens, surnommés « The Wrecking Crew » sont des vétérans de la scène californienne, avec une longue expérience de musiciens de session ; c'est leur travail avec Phil Spector qui a convaincu Brian Wilson de faire appel à eux. Ce dernier assure le chant ; il est le seul membre des Beach Boys à participer à l'enregistrement de la chanson.
Outre les instruments typiques de la musique pop, un clavecin et des flûtes figurent sur Caroline, No, reflétant l'influence de la musique jazz sur Wilson. Une fois ses parties de chant overdubbées, la chanson est accélérée d'un demi-ton sur une suggestion de Murry Wilson, le père de Brian.

## Parution
Caroline, No est éditée en single par Capitol Records en mars 1966, avec l'instrumental Summer Means New Love (paru l'année précédente sur l'album Summer Days (and Summer Nights!!)) en face B. Ce single paraît sous le seul nom de Brian Wilson, et non sous celui des Beach Boys. Il se classe 32e dans le Billboard Hot 100. Deux mois plus tard, la chanson apparaît sur l'album Pet Sounds, dont elle constitue la dernière piste.
Caroline, No apparaît également sur l'album The Beach Boys in Concert (1973), chantée par Carl Wilson et non par Brian.

## Musiciens
- Brian Wilson : chant, sifflet à ultrasons, effets sonores (aboiements, train)
- Hal Blaine : batterie
- Frank Capp : vibraphone
- Carol Kaye : basse
- Glen Campbell : guitare
- Barney Kessel : guitare
- Lyle Ritz : ukulélé
- Al De Lory : clavecin
- Bill Green : flûte
- Jim Horn : flûte
- Plas Johnson : flûte
- Jay Migliori : flûte
- Steve Douglas : saxophone ténor (overdubs)

## Reprises
- They Might Be Giants sur l'EP Indestructible Object (2004)
- The Aluminum Group sur l'album-hommage Caroline Now!: The Songs of Brian Wilson and the Beach Boys (2006)
- Charles Lloyd sur l'album Mirror (2010)
- America sur l'album Back Pages (2011)

## Crédit de traduction
- (en) Cet article est partiellement ou en totalité issu de l’article de Wikipédia en anglais intitulé « Caroline, No » (voir la liste des auteurs).